# Anthophora rivolleti
Anthophora rivolleti là một loài Hymenoptera trong họ Apidae. Loài này được Pérez mô tả khoa học năm 1895.